# Groninger stadslanden
De Groninger stadslanden waren het omvangrijke landbezit van de stad Groningen. Ze vormden samen met de provincielanden in de 17e en 18e eeuw een groot deel van de provincie Groningen.
Met stadslanden werd het grondbezit van een stad bedoeld. In de 15e – 18e eeuw beschikten veel Nederlandse steden zoals Groningen, Deventer, Zwolle en Alkmaar over landerijen in de omgeving. Doorgaans vormden de pachtopbrengsten een inkomstenbron voor de stedelijke kas. Daarnaast verschaften de rechten die aan bepaalde kavels gebonden waren een stad invloed en macht in de omgeving.

## Groninger stadslanden
Groningen had reeds in de 16e eeuw aanzienlijke bezittingen in de provincie Groningen. De verwerving van dit onroerend goed moet gezien worden in het licht van de voortdurende strijd om de macht in de Ommelanden tussen de stad Groningen en de Ommelander jonkers. Vaak stond bij het verwerven van grond niet de gebruikswaarde voorop, maar de ermee verbonden rechten zoals het recht op aanwas, dijkrecht en dergelijke.
Na de Reductie van Groningen in 1594 werd de positie van de stad Groningen verder versterkt doordat de stad het beheer over veel kerkelijke goederen kreeg. Het ging onder andere om de bezittingen van een aantal stadskloosters. In 1617 werd een deel van de overige geseculariseerde kloosterlanden in de provincie aan de stad Groningen toegewezen (ongeveer 1250 ha.). Het betrof landerijen van onder meer de kloosters Heiligerlee en het Klooster van Aduard (zie ook Kloosterkaart Groningen). Later kocht de stad nog eens 1270 ha uit het bezit van het klooster Trimunt. Bovendien verwierf de stad in het begin van de 18e eeuw landerijen in Middag, Humsterland en Lieuwerderwolde uit het bezit van Johan Willem Ripperda (1682-1737). In de 18e eeuw was het grondbezit (buiten de veengronden) gegroeid tot ongeveer 5170 ha.
In de 17e eeuw was de stad Groningen ook bijzonder actief in wat nu de Veenkoloniën wordt genoemd. In de eerste helft van die eeuw werden duizenden hectares veengronden gekocht, wat de stad een haast onaantastbare machtspositie in dit deel van de provincie gaf.

## De Atlas der Stadslanden
De stad Groningen beijverde zich in de 17e en 18e eeuw om een goed overzicht te krijgen van de stadslanden. Dat was wenselijk om een zo groot mogelijke opbrengst te krijgen. Men gaf landmeters opdrachten om karteringswerk uit te voeren. Dit karteringswerk gebeurde onder meer voor de stadslanden in Sappemeer en omgeving, in Pekela, Midwolda en Nieuweschans. De in dit kader vervaardigde kaarten verschenen in afzonderlijke publicaties zoals het ‘Caartboek van Sappemeer’ en het ‘Caartboek van Pekel A’. Hindrik Warner Folckers (1699-1730) kan worden beschouwd als de meest productieve pre-kadastrale kaarttekenaar in de toenmalige Republiek (Schroor, 1997, 17). Hij kreeg in 1724 opdracht de stadsbezittingen te karteren. Hij verrichtte dit werk afwisselend met een gelijksoortige opdracht van Thomas van Seeratt (1676-1736), de rentmeester van de provincie Groningen. Het resultaat van Folckers’ werk voor de stad Groningen werd neergelegd in het ‘Groot Caartboek van alle Stads Plaatsen en Losse Landen, gelegen in de Oldambt, Goregt,Sappemeer ende Ommelanden’. Dit kaartenboek bevatte 63 kaarten, later werden er in de 18e eeuw nog zeven kaarten toegevoegd.

## Verkoop in de 19e eeuw
In het begin van de 19e eeuw raakte de stad Groningen in financiële problemen. Men besloot tot openbare verkoop van het merendeel van de stadslanden in 1810. Wat daarna nog restte, werd verkocht tussen 1822 en 1836 en tussen 1867 en 1874.